# João Pedro Sousa
João Pedro Ramos Borges Sousa (Luanda, Angola, 4 de agosto de 1971), é um treinador e ex-jogador de futebol português. Actualmente é o treinador principal do Famalicão,

## Biografia

### Jogador
Como praticante de futebol teve uma carreira modesta, tendo alinhado nas camadas jovens do Braga e iniciado a carreira de sénior no Arsenal de Braga. João Pedro Sousa passou pela Primeira Liga, tendo jogado 49 jogos em clubes, por clubes como o Braga, Chaves ou Rio Ave. João Pedro Sousa termina a sua carreira de jogador, aos 32 anos, em 2003 ao serviço dos Caçadores das Taipas, de Guimarães.

### Treinador
João Pedro Sousa iniciou a sua carreira de treinador como adjunto de Artur Jorge, então treinador dos sub-19 do Braga.
Na época 2012-2013 João Pedro Sousa foi convidado por Marco Silva, que conheceu como jogador no Trofense, para ser seu adjunto. Acompanhou Marco Silva no Estoril, onde fez duas épocas, e levou o clube para a Liga Europa.
Dado o seu bom trabalho no Estoril, João Pedro Sousa acompanhou Marco Silva na sua ida para o Sporting, onde conquistou uma Taça de Portugal, numa final com uma "reviravolta épica" frente ao Sporting de Braga.
Na época seguinte, Marco Silva e a sua equipa técnica foram para o Olympiacos, da Grécia. Aqui sagraram-se campeões nacionais com 27 pontos de avanço sobre o segundo classificado da Liga Grega. Estreou-se também na Liga dos Campeões, onde venceu o Arsenal e o Dinamo Zagreb.
Em 2016/17, João Pedro Sousa estreou-se na Premier League como treinador adjunto do Hull City. Entre jogos da Premier League, Taça da Liga e Taça de Inglaterra, João Pedro Sousa fez 46 jogos nesta sua primeira época em terras britânicas e ainda conseguiu chegar às meias-finais da Taça da Liga inglesa.
Em 2017/18, João Pedro Sousa continuou na Premier League ao serviço do Watford e em 2018/19 ingressou no Everton.

### FC Famalicão
Finalmente em 2019/20, João Pedro Sousa dá o salto e lança-se como treinador principal. Após ter rejeitado vários convites, o treinador português finalmente aceita o convite do FC Famalicão, no seu regresso ao principal escalão do futebol português, após 25 anos.[carece de fontes?] Consegue levar o Famalicão ao 6º lugar, logo na sua primeira época, tendo, inclusive, liderado a Primeira Liga durante várias jornadas. Foi, também, eleito o treinador do mês em Agosto e Setembro de 2019 pela Liga Portugal.

### Boavista e Al-Raed
João Pedro Sousa, em 2021/22, aceitou o convite do Boavista, clube que deixou no decorrer da mesma época para se juntar ao Al-Raed, da Arábia Saudita. Depois de 11 jogos, saiu do clube saudita.

### Regresso a Famalicão
Na época 2022/23 regressou ao FC Famalicão como treinador principal, assumindo o clube no 16º lugar (zona de playoff de descida), com 4 pontos. Após uma incrível recuperação, terminou no 8º lugar com 44 pontos, e chegou ainda às meias-finais da Taça de Portugal, onde foi eliminado pelo FC Porto, que depois viria a conquistar o troféu.
João Pedro Sousa acabaria por abandonar o FC Famalicão em março de 2024.

### Baniyas
Em junho de 2024, foi oficializado como treinador do Baniyas, dos Emirados Árabes Unidos. 
1. ↑  «Quem é o João Pedro Sousa do Famalicão? «É o meu melhor amigo»». Maisfutebol. Consultado em 25 de agosto de 2021
2. ↑  «Sporting conquista a Taça de Portugal com reviravolta épica». www.dn.pt. Consultado em 25 de agosto de 2021
3. ↑  «Marco Silva é o novo treinador do Olympiacos». SIC Notícias. Consultado em 25 de agosto de 2021
4. ↑  Matias, Jorge Miguel. «Marco Silva leva o Olympiacos ao título de campeão». PÚBLICO. Consultado em 25 de agosto de 2021
5. ↑  «João Pedro Sousa eleito treinador do mês de agosto». www.record.pt. Consultado em 25 de agosto de 2021
6. ↑  «João Pedro Sousa 'bisa' na eleição do treinador do mês na Liga NOS». www.record.pt. Consultado em 25 de agosto de 2021
7. ↑  «OFICIAL: João Pedro Sousa é o novo treinador do Boavista». Maisfutebol. Consultado em 25 de agosto de 2021
8. ↑  «Famalicão: João Pedro Sousa deixa comando técnico». Maisfutebol. Consultado em 26 de junho de 2024
9. ↑  Abola.pt (25 de junho de 2024). «João Pedro Sousa é o novo treinador do Baniyas | Abola.pt». Abola.pt. Consultado em 26 de junho de 2024